# Distrito de Sihuas
El distrito de Sihuas es uno de los diez que conforman la provincia de Sihuas, ubicada en el departamento de Ancash en el Perú.

## Historia
Durante el Virreinato integró el partido de Conchucos, Intendencia de Tarma desde 1784. En la época de la Independencia, por un mandato del presidente de Huaylas, Toribio de Luzuriaga y Mejía, en marzo de 1821, surgen Conchucos Alto o Huari y Conchucos Bajo. Sihuas integra Conchucos Bajo, con la denominación de doctrina , equivalente a distrito en la actualidad.
- Fue capital de Conchucos bajo de 1834 a 1861.
- Participó a favor de la Confederación Peruano Boliviana.
- En 1861 por intereses de los hacendados de Urcón se pasó a distrito al crearse las provincias de Pallasca y Pomabamba.
- En Sihuas se dio una batalla entre pierolistas y caceristas, con el triunfo de los pierolistas.
- Fue arruinado por un terremoto el 10 de noviembre de 1946, lo que significó el cambio de lugar y nueva urbanización que fue recomendado por un geólogo francés, contratado por la comisión de reconstrucción presidida por Alejandro Yzaguirre Valverde, Comandante del Ejército Peruano, en actividad.
- El gestor de la reconstrucción fue su hijo el teniente coronel, Alejandro Yzaguirre Valverde
- En 1961, después de un siglo el 9 de enero readquiere la capitalidad provincial: gestión de la comisión central presidida por Armando Morillo Valverde, integrada por Sergio Pareja, Helí Cancino, Fausto Bernuy y como asesor el teniente coronel Alejandro Yzaguirre Valverde, el principal gestor. desde el congreso el Dr. Luis Porturas, diputado por Áncash.[1]
- En el año de 1964, por gestión de la comisión pro carretera que preside el mismo Comandante Yzaguirre se da la ley N° 15212 que declara de necesidad y utilidad pública la construcción de la carretera de penetración a la selva de Chimbote a Uchiza, que hoy es una realidad y está bajo la administración del MTC a través de PROVIAS, signado con el código 12A como vía nacional.

## Geografía y Cultura
Se ubica en la zona meridional y central de la provincia del mismo nombre y se encuentra atravesado por el río Rúpac.
Tiene una extensión de 43,81 kilómetros cuadrados y una población aproximada de 5 163 habitantes.

### Ecoturismo
- La Cuenca del río Sihuas

SITIO GEOGRÁFICO: El Cañón de Rúpag.:
- La cuenca del río Sihuas  al confluirse con la cuenca del río de Adaymayo y Chullìn, forman el Río Rùpaj y el Cañón de Rùpaj que mide más de 40 km hasta desembocar al Río Marañón que pasa de Sur a Norte al este de Sihuas. El río Marañón en Ancash surca 226 km y desde su nacimiento en la Laguna de Lauricocha, recorre más de 400 km, formando uno de los cañones naturales más grandes del planeta, con micro cuencas, sitios arqueológicos, turísticos y ecológicos con riquezas naturales y paisajes inexorables, inescudriñables y apoteósicos.

AGUAS TERMOMEDICINALES: Los Baños Termales de Rúpaj

### Sitios arqueológicos
CIUDADELA DE PASHAS O CAMPANARIO (sobre Kerobamba y Siraomarca,) - Cruzhirca o Ventanahirca (Usamasanga) 
- Sua Corral y Las Tumbas de Minas en Usamasanga, delimitado por el INC.
NOTA: Dentro de la provincia de Sihuas tenemos más de 100 sitios arqueológicos, de los cuales 30 son ciudadelas, siendo Pirurohirca en Huayllabamba el más grande de la sierra Norte de Perú con 209 Ha de construcción además pasa 50 km de camino inca, Inca naani o Qhapaq  ñan.

### Recinto histórico
- Templo Colonial de la Virgen María de las Nieves.

### Danzas
- Las Huanquillas, los Antis, Las Pallas de Sihuas, los Turcos de Sihuas, los Pastorcillos de la Navidad de Sihuas, Pastorcillos de la Navidad de Uchugaga Declarado Patrimonio Cultural de la Nación.
- ESTAMPAS: Tunas Pallay de Uchugaga, la Trilla, la Corrida de Toros de Tinyayo y Usamasanga. La Carrera a las Cintas.

### El Camino del Inca
EL QHAPAQ ÑAN, el Tupaq Naani,  tramo Huánuco Pampa – Huamachuco (Huánuco, Ancash, La Libertad); el 2 de febrero de 2011 con Resolución Viceministerial N.º 131-11-VMPCIC-MC fue declarado Patrimonio Cultural de la Nación con los monumentos arqueológicos respectivos, en Sihuas se han registrado más de 50 km de Camino Inca, de los cuales aproximadamente 44 km desde Cruz de Acero-San Juan hasta Quinllay Cueva de Ragash es Patrimonio Nacional  y 06 km desde Quinllay Cueva-Ragash a Pariachuco es Patrimonio Mundial. 
Su capital ubicada a 2 716 msnm es la ciudad de Sihuas, que es también capital de la provincia.

## Autoridades

### Municipales
- 2019 - 2022[2]
  - Alcalde: Eduardo Hernán Giraldo Fontenla, de Alianza para el Progreso.
  - Regidores:

  1. César Gerardo Sánchez Quiñones (Alianza para el Progreso)
  2. Iliat Nain Silvestre Bermúdez (Alianza para el Progreso)
  3. Nel Alfredo Santiago Martínez (Alianza para el Progreso)
  4. Olimpio Vega Carrillo (Alianza para el Progreso)
  5. Julia Mercedes Román Tarazona (Alianza para el Progreso)
  6. Gabriel Timoteo Príncipe Rosales (Movimiento Independiente Regional Río Santa Caudaloso)
  7. Norma Teodora Ponte Berástegui (Movimiento Independiente Regional Río Santa Caudaloso)

## Festividades
- 5 de agosto: Virgen de las Nieves